# Radical 56

Le radical 56 (弋), qui signifie "flèche", est un des 31 des 214 radicaux chinois répertoriés dans le dictionnaire de Kangxi composés de trois traits.
Le caractère Unicode de 弋 est 5F0B.

## Caractères avec le radical 56
| nombre de traits          | caractères |
| ------------------------- | ---------- |
| Sans trait supplémentaire | 弋         |
| 1 traits supplémentaires  | 弌         |
| 2 traits supplémentaires  | 弍         |
| 3 traits supplémentaires  | 弎 式 弐   |
| 9 traits supplémentaires  | 弑         |
| 10 traits supplémentaires | 弒         |